# Vadans (Alto Saona)
 Vadans  es una población y comuna francesa, situada en la región de Franco Condado, departamento de Alto Saona, en el distrito de Vesoul y cantón de Pesmes.

## Demografía
| 104 | 113 | 87 | 81 | 92 | 96 | 127 |
| Para los censos de 1962 a 1999 la población legal corresponde a la población sin duplicidades (Fuente: INSEE [Consultar]) |     |    |    |    |    |     |